# سیارک ۶۹۸۶
سیارک ۶۹۸۶ (به انگلیسی: 6986 Asamayama، نامگذاری:1994WE) شش هزار و نهصد و هشتاد و ششمین سیارک کشف شده‌است که در ۲۴ نوامبر ۱۹۹۴ کشف شد.